# Sitta ledanti
Il picchio muratore della Kabilia (Sitta ledanti) è un uccello passeriforme della famiglia Sittidae.